# ونزلی، یورک‌شر شمالی
ونزلی (به انگلیسی: Wensley) یک روستا و محله مدنی در بریتانیا است که در ریچموندشر واقع شده‌است. ونزلی ۱۵۱ نفر جمعیت دارد.